# جزبرة راجا
جزبرة راجا وهي جزيرة من جزر إندونيسيا، وهي جزيرة صغيرة تقع جنوب شرق جزيرة مادورا تتبع إداريًا مقاطعة جيليجنتينج، وتقع ضمن جزر سومينيب في إقليم جاوة الشرقية.